# SAGEM my501C
Sagem my501C – telefon komórkowy produkowany przez francuską firmę Sagem. Telefon posiada aparat cyfrowy 1.3 Mpx i pamięć wewnętrzną 32 MB, a także odtwarzacz MP3 oraz slot na karty MicroSD.

## Funkcje
- GPRS Class 10
- Bluetooth
- SyncML
- WAP 2.0
- MMS
- CSD
- Java 2.0